# Holodactylus
Holodactylus – rodzaj jaszczurek z rodziny eublefarów (Eublepharidae).

## Zasięg występowania
Rodzaj obejmuje gatunki występujące w Afryce (Somalia, Etiopia, Kenia i Tanzania). 

## Systematyka
Rodzaj zdefiniował w 1893 roku niemiecki herpetolog Oskar Boettger w artykule poświęconym gadom i płazom zebranym podczas ekspedycji do Somalilandu opublikowanym w czasopiśmie Zoologischer Anzeiger. Gatunkiem typowym jest (oznaczenie monotypowe) Holodactylus africanus.

### Etymologia
Holodactylus: gr. ὁλος holos ‘kompletny, cały’; δακτυλος daktulos ‘palec’.

### Podział systematyczny
Do rodzaju należą następujące gatunki: 
- Holodactylus africanus Boettger, 1893
- Holodactylus cornii Scortecci, 1930